# Amiral Sénès (torpilleur)
L’Amiral Sénès est un contre-torpilleur construit pour la Marine de guerre allemande. Il est conçu pour surclasser les contre-torpilleurs britanniques du type V ou W et est lancé sous le nom de SMS S113 à la fin de la Première Guerre mondiale.
Il est transféré à la France le 23 mai 1920 au titre des dommages de guerre avec huit autres bâtiments allemands achevés en fin de conflit, et est renommé en Amiral Sénès en l'honneur de l'amiral Victor Sénès qui périt alors qui arborait sa marque sur le Léon Gambetta en 1915.

## Conception
Il est le torpilleur allemand le plus armé de son époque avec quatre canons de 149 mm et 2 fois 2 tubes lance-torpilles de gros calibre (600 mm).
Ses caractéristiques influenceront les ingénieurs français pour la conception des contre-torpilleurs français de l'entre-deux-guerres[réf. nécessaire].

## Service
Il sert dans la marine nationale de 1920 à 1936, et finit sa carrière comme bateau-cible à l'arsenal de Toulon en 1938. Son artillerie servira de base à la conception du canon de 138 mm modèle 1927.
Il a été commandé par Jean Cras, officier de marine et compositeur qui a terminé sa carrière comme contre-amiral et a inventé la règle Cras.